# هنري راسيل ساندرز
هنري راسيل ساندرز (بالإنجليزية: Henry Russell Sanders)‏ هو لاعب كرة قاعدة أمريكي، ولد في 7 مايو 1905 في آشفيل في الولايات المتحدة، وتوفي في 14 أغسطس 1958 بسبب نوبة قلبية.